# فلاديمير نيكولايفيتش بتروف
فلاديمير نيكولايفيتش بتروف (بالإنجليزية: Vladimir Nikolayevich Petrov)‏ هو أكاديمي أمريكي، ولد في 1915، وتوفي في 17 مارس 1999 في كنسينغتون في الولايات المتحدة.